# إيزابيل براند
إيزابيل براند (بالإسبانية: Isabel Brand)‏ هي متسابقة خماسي حديث غواتيمالية، ولدت في 23 يونيو 1996.

## وصلات خارجية
- إيزابيل براند على موقع الاتحاد الدولي للخماسي الحديث (الإنجليزية)
- إيزابيل براند على موقع أوليمبيديا (الإنجليزية)